# Bajka
Bajka (Hongaars: Bajka) is een Slowaakse gemeente in de regio Nitra, en maakt deel uit van het district Levice.
Bajka telt 334 inwoners.
Tot 1948 was Bajka een Hongaarstalig dorp, in dat jaar werd de Hongaarse bevolking gedwongen te verhuizen en werd hun plek ingenomen door Slowaken uit Békés (comitaat).